# Hymenomima occulta
Hymenomima occulta là một loài bướm đêm trong họ Geometridae.